# Ed. Pinaud
Ed. Pinaud est une maison de parfum et de cosmétiques française fondée en 1830 à Paris par Édouard Pinaud. Marque réputée et novatrice entre le milieu du XIXe siècle et jusque dans les années 1960, elle invente la brillantine en 1900. Certains produits sont toujours vendus dans le monde, entre autres sous licence. 

## Origines
Édouard Pinaud (en) (1810-1868), venu d'Abbeville, se forme très jeune à Cologne chez un parfumeur d'origine italienne. En 1830, il rachète une parfumerie parisienne appelée « À la Corbeille Fleurie » située 230 rue Saint-Martin. En 1852, il prend pour associé le parfumeur chimiste Émile Meyer. En 1855, à l'occasion de la visite de la reine Victoria à Paris, ils créent un savon spécialement pour elle, décrochent la médaille d'or et deviennent fournisseur de la cour. L'année suivante, ils contribuent à un ouvrage d'Auguste Debay, Les Parfums de la toilette et les cosmétiques les plus favorables à la santé (E. Dentu).

## Expansion

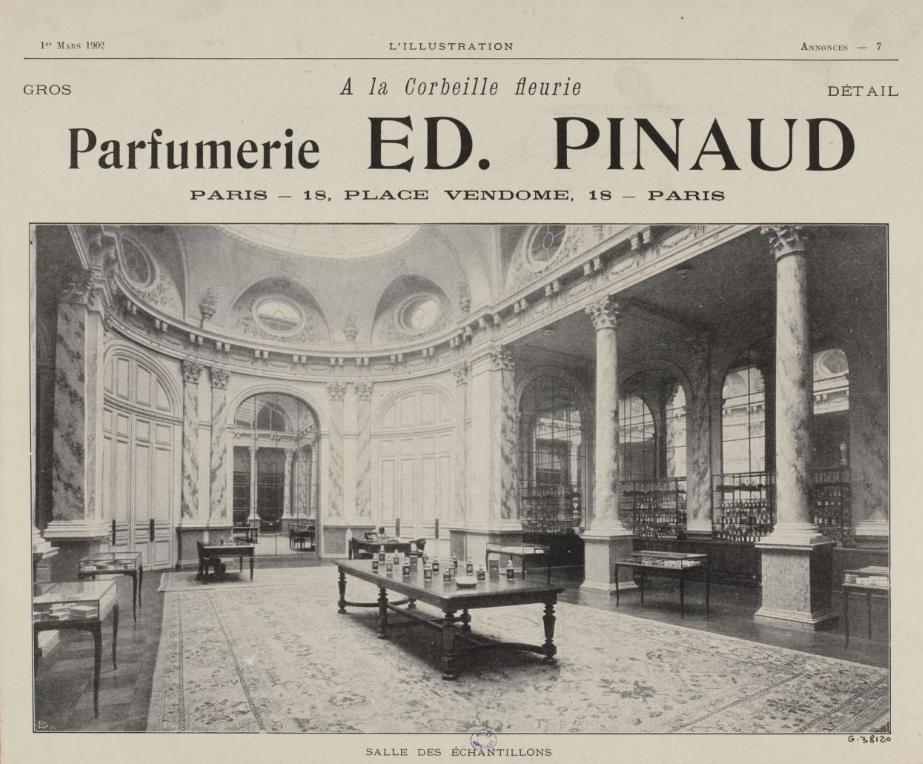
Publicité pour « À la Corbeille fleurie, parfumerie Ed. Pinaud » : salle des échantillons, au 18 place Vendôme (L'Illustration, mars 1902).

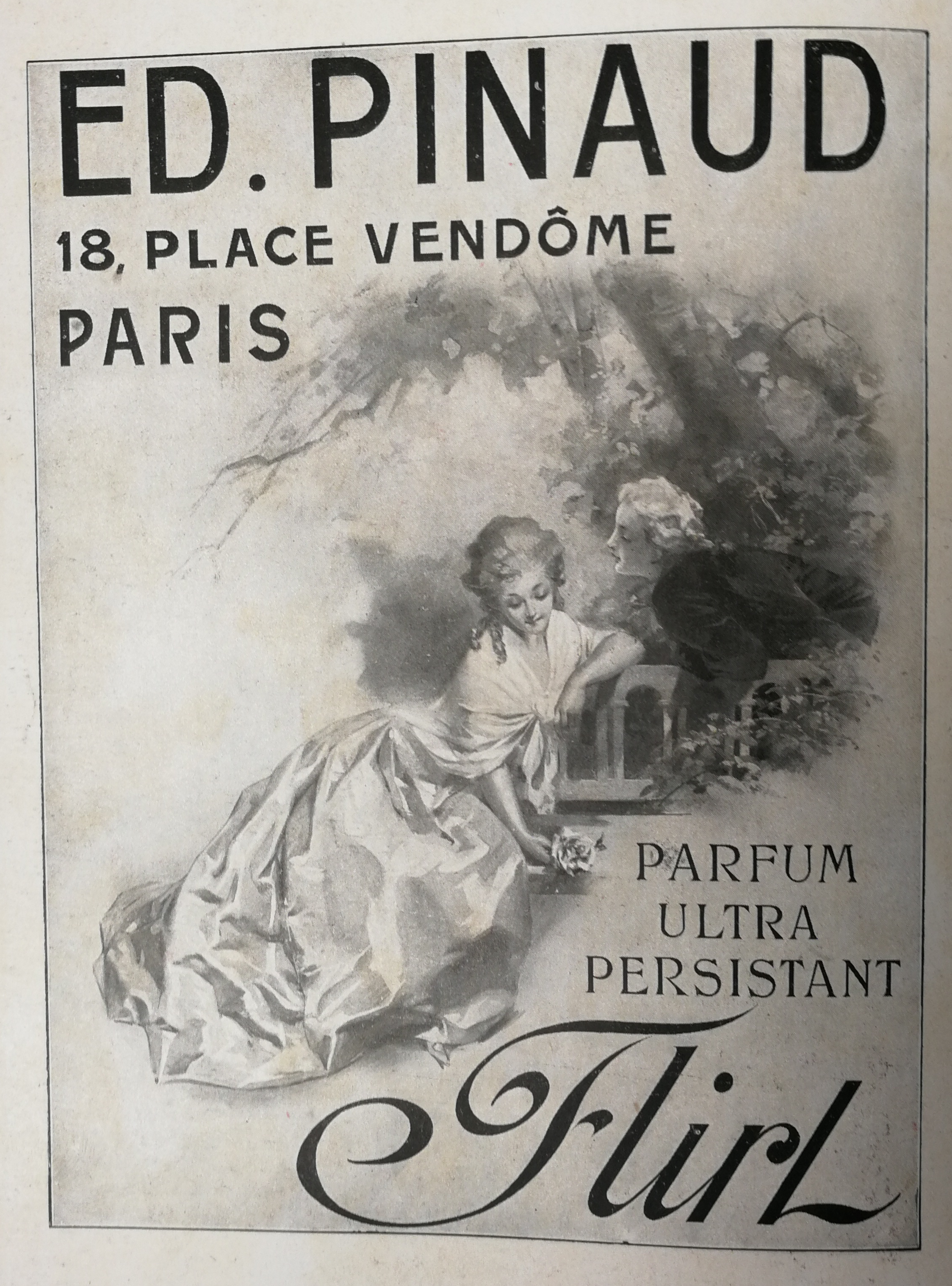
Publicité pour le parfum Flirl (Je sais tout, avril 1909).

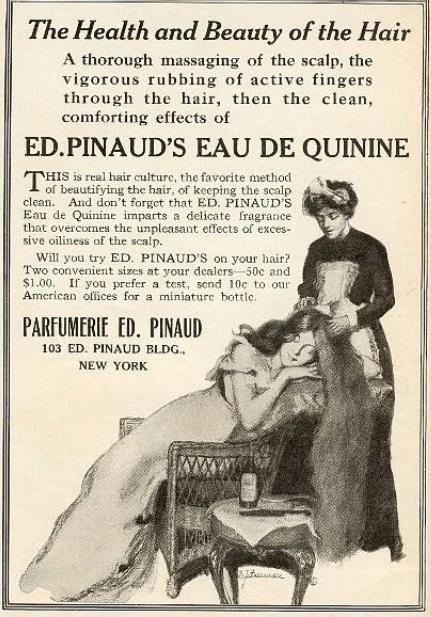
Publicité américaine des années 1910 pour l'Eau de Quinine, soin capillaire toujours vendu aux États-Unis.

Dès lors, le succès est au rendez-vous. Ils ouvrent une usine à La Villette, des succursales en Europe et une nouvelle boutique à Paris au 30 boulevard des Italiens. Leur produit phare est le Lilac Végétal, un baume parfumé après-rasage destiné, dit la réclame, à l'armée hongroise. Le Monde illustré leur consacre des articles. Leurs parfums et produits cosmétiques sont récompensés en 1862 à Londres et en 1867 à Paris. Après la mort de Pinaud, Meyer ouvre une nouvelle usine à Pantin rue de Paris, puis déménage son siège au 37 boulevard de Strasbourg. Après 1873 et l'obtention de nouveaux prix, le chiffre d'affaires connaît une croissance sensible à l'exportation. En 1883, Meyer s’associe avec son gendre, Victor Klotz. Leur composition Ixora décroche le grand prix de l'exposition universelle de 1889. En 1891, Pinaud sort le parfum Flirl qui connaîtra un succès dans le monde entier. En 1897, Klotz ouvre une nouvelle boutique au 18 de la place Vendôme et rivalise avec L.T. Piver et la maison Guerlain. Lors de l'exposition universelle de 1900, Pinaud fait sensation en lançant un gel capillaire, la Brillantine, qui deviendra un nom commun dans de nombreuses langues, tandis qu'en France, s'imposera dans les années 1930 le mot gomina. En 1904, les parfums Ed. Pinaud sont nommés « fournisseur officiel de la Cour Impériale du Japon ». En 1908, Henri et Georges Klotz prennent la succession de leur père : en moins de dix ans, les produits sont présents sur tous les continents, la maison Ed. Pinaud est alors à l'apogée de sa puissance. À New York, sur la Fifth Avenue, on trouve le « Pinaud Building ». Le siège parisien s'installe au 120 avenue des Champs-Élysées et un magasin d’exposition ouvre au 168 rue du Faubourg-Saint-Honoré. Certaines publicités sont illustrées par Charles Martin.

## Second souffle
La crise de 1929 a raison de la fortune des Klotz qui font faillite en 1931. En 1935, Roger Goldet reprend la marque moribonde qui devient « Parfums Pinaud » et réussit à la relancer : le parfum Cédrat est un succès. Une nouvelle boutique ouvre au 83 rue du Faubourg-Saint-Honoré et présente une ligne de maquillage novatrice, qui se développe jusque dans les années 1970. On compte notamment le Mascara 612 et le parfum Scarlett (1937) en hommage à l’héroïne du film Autant en emporte le vent, la gamme Clubmen, ainsi que la réédition de classiques comme Opéra (1860, 1937). Dans les années 1950, Goldet est le premier à lancer des produits de soins et des parfums pour enfants (gamme Les Chérubins). Les derniers parfums de prestige furent Moskova (1945) et Sensation (1949). L'auteur Ian Fleming fait dire à son héros James Bond dans Casino Royale (1953) qu'il utilise régulièrement le shampoing Élixir Ed. Pinaud.

## Aujourd'hui
Le fils de Roger Goldet, Olivier, a fondé un musée en hommage à la maison Ed. Pinaud à Paris, avenue Montaigne, où certaines créations parfumées ont été rééditées sous la direction d'Amélie Cartier-Millon (Société DV & BV). Quelques produits de la gamme soins (dont Clubmen) ont été cédés à une société américaine, et l'on peut encore trouver des produits de soins capillaires signés Ed. Pinaud - Clubmen (Eau de Quinine, Eau de Portugal) aux États-Unis.
Elle a été déposée par K&M Intellectual Holdings Limited, société des Iles Vierges Britanniques pour des montres notamment et par Billion Venture Singapour pour des savons